# Krantor von Soloi
Krantor (altgriechisch Κράντωρ Krántōr; † 276 oder 275 v. Chr.) war ein griechischer Philosoph (Platoniker).

## Leben
Krantor stammte aus Soloi in Kilikien und trat in die Athener Akademie ein, wo er bei Xenokrates und bei dessen Nachfolger Polemon studierte und dann selbst zu lehren begann. Er war als Lehrer beliebt und hätte eine eigene Schule gründen können, blieb aber der Akademie treu. Man hätte ihm zugetraut, die Leitung der Akademie zu übernehmen, aber er starb 276 oder 275 vor dem amtierenden Scholarchen (Schulhaupt) Polemon. Philosophiehistorisch bedeutsam war der Umstand, dass Krantor den Arkesilaos für die Akademie gewann, denn Arkesilaos wurde sein bedeutendster Schüler und begründete später als Scholarch eine neue Richtung, die Jüngere Akademie (auch Mittlere Akademie genannt). Die beiden waren auch eng befreundet und lebten zusammen. Krantor hinterließ Arkesilaos sein Vermögen von zwölf Talenten.

## Werk
Wie auch andere Philosophen jener Zeit war Krantor sehr produktiv. Von seinem umfangreichen Schrifttum sind nur wenige Fragmente erhalten. Hervorzuheben ist sein Kommentar zu Platons Dialog Timaios, mit dem die Geschichte der Timaios-Kommentierung beginnt. Darin betont er hinsichtlich der Kosmogonie die Zeitlosigkeit der Seinsordnung. Dass Platon im Timaios den Kosmos als etwas Gewordenes und somit Zeitabhängiges darstellt, ist nach Krantors Auffassung nicht konkret, nicht wörtlich als zeitliches Nacheinander zu verstehen, sondern nur zu einem didaktischen Zweck gesagt, nämlich zur mythischen Illustration der Abhängigkeit des Bewirkten vom Verursacher. Diese Deutung von Platons Timaios wird auch „metaphorische“ Deutung genannt und geht auf Xenokrates zurück.
Im Timaios-Kommentar befasste sich Krantor auch mit dem Atlantis-Mythos. Eine Bemerkung in einem von Proklos überlieferten Fragment des Kommentars wird – und wurde schon in der Antike – dahingehend gedeutet, dass Krantor den Mythos für eine geschichtliche Tatsache hielt, und gilt als Beleg für eine frühe Diskussion um die Geschichtlichkeit der Atlantis-Erzählung. Die Deutung der Textstelle ist allerdings umstritten; möglicherweise handelt es sich nicht um eine eigene Meinungsäußerung Krantors, sondern nur um eine Wiedergabe einer Passage des Timaios.
Die antike Nachwelt hatte Krantor hauptsächlich als Ethiker in Erinnerung. Cicero und Horaz bezeugen, dass er auf diesem Gebiet als Klassiker galt. Berühmt war seine Trostschrift Über die Trauer. Eine zentrale Rolle spielt bei ihm die Vorstellung der Naturgemäßheit, die Gleichsetzung des Natürlichen mit dem Angemessenen und Richtigen. Aus seiner Sicht sind die natürlichen Affekte (auch negative wie Furcht, Zorn und Trauer) zweckmäßige Einrichtungen der Natur. Daher sind sie berechtigt und nicht zu unterdrücken (vorausgesetzt, dass das rechte Maß gewahrt bleibt). Eine Abtötung der Affekte, die zu Gefühllosigkeit führt, wäre Missachtung der menschlichen Natur. Damit wendet sich Krantor gegen das kynische und stoische Apathie-Ideal.

## Ikonographie
Eine 1813 in Bordeaux gefundene Silberstatuette, die sich heute in Paris in der Nationalbibliothek befindet, zeigt einen Philosophen, der durch ein typisches Attribut, eine Buchrolle, als Angehöriger der Platonischen Akademie gekennzeichnet ist. In der Forschungsliteratur ist die Vermutung geäußert worden, dass es sich um Krantor handelt.